# Charlie's Angels
Charlie's Angels (Tựa tiếng Việt: Những Thiên thần của Charlie) là một bộ phim truyền hình lấy nội dung về điều tra tội phạm của Mỹ, được phát sóng trên kênh ABC từ ngày 22 tháng 09 năm 1976 đến ngày 24 tháng 06 năm 1981. Phim có tổng cộng 5 mùa với 115 tập. Tại Việt Nam, bộ phim này được công chiếu lúc 18:00 hàng tuần các thứ Hai, Ba, Tư, Sáu, Bảy suốt giai đoạn 1994-1995 dưới nhan đề Ba nữ thám tử và gộp thành 2 phần. Charlie's Angels được sáng tạo bởi Ivan Goff và Ben Roberts và được sản xuất bởi Aaron Spelling. Nội dung phim theo chân hành trình phá án của ba người phụ nữ làm việc cho một công ty thám tử tư ở Los Angeles, California, và ban đầu có sự tham gia diễn xuất của Kate Jackson, Farrah Fawcett (thường được gọi là Farrah Fawcett-Majors theo họ chồng của cô) và Jaclyn Smith trong vai nữ chính. John Forsythe tham gia lồng tiếng cho nhân vật Charles Townsend, ông trùm của họ. Đã có một vài sự thay đổi trong dàn diễn viên chính sau khi Farrah Fawcett rút lui và Cheryl Ladd thay thế, sau đó là Shelley Hack thay thế cho Kate Jackson. Shelly Hack sau đó cũng bị thay thế bởi Tanya Roberts trong phần 5 và cũng là phần cuối của bộ phim.
Mặc dù nhận được nhiều phản hồi trái chiều từ giới phê bình và thường là cái tên đại diện cho khái niệm "Jiggle TV" (đặc biệt nhấn mạnh sự hấp dẫn giới tính của các nữ chính), Những Thiên thần của Charlie trở nên vô cùng nổi tiếng với khán giả và đứng ở top 10 bảng xếp hạng rating của Nielsen trong hai mùa đầu tiên của nó. Tuy nhiên, đến mùa thứ 3, bộ phim bị tụt khỏi top 10. Đến mùa thứ 5, Những Thiên thần của Charlie tụt khỏi top 30. 
Những Thiên thần của Charlie tiếp tục trở thành hiện tượng văn hoá đại chúng sau những năm 1970 nhờ vào việc chiếu lại liên tục, phát hành DVD và hàng tá chương trình ăn theo. Bộ phim còn có phi vụ nhượng quyền thương hiệu với một phim điện ảnh sản xuất năm 2000 và 2003, với nội dung là câu chuyện kế tiếp kể về thế hệ sau của các Thiên thần. Một phiên bản truyền hình tái khởi động đã được phát sóng năm 2011, nhưng bị huỷ chỉ sau 7 tập.

## Phát triển
Sau thành công của Police Woman, bộ phim truyền hình dài kì đầu tiên với sự tham gia của nhân vật chính là nữ, Ivan Goff và Ben Roberts đã nảy ra ý tưởng về một series với ba nữ thám tử tư xinh đẹp như một sự đột phá và cũng đồng thời hoàn toàn khác biệt trên sóng truyền hình. Hai nhà sản xuất Aaron Spelling và Leonard Goldberg đã cân nhắc đến nữ diễn viên Kate Jackson trước vì từng hợp tác ở một vài series. Cô ấy đã chứng minh được sự nổi tiếng của mình thông qua một bộ phim hình sự khác có tên là The Rookies. Jackson ban đầu được chọn vào vai Kelly Garrett, nhưng cô đã cảm thấy hứng thú hơn với vai Sabrina Duncan, và yêu cầu đổi vai của cô được chấp thuận. Farrah Fawcett là lựa chọn tiếp theo cho vai Jill Munroe nhưng, cũng như Kate Jackson, cô ấy không phải tham gia tuyển chọn cho vai diễn. Cô ấy được đề cập đến bởi Aaron Spelling sau khi ông theo dõi phần thể hiện của cô ở bộ phim Logan's Run năm 1976. Jaclyn Smith nằm trong số hàng trăm nữ diễn viên tham gia ứng tuyển cho vai Kelly Garrett. Mặc dù tỏ ra thích thú với Smith, Spelling và Goldberg đã khá cân nhắc trong việc chọn lựa cô bởi vì ý tưởng ban đầu của họ là bộ ba nữ chính phải có đủ 3 màu tóc đỏ, vàng, đen. Smith là tóc đen duy nhất ứng tuyển cho vai diễn và chỉ được chọn vào vai chính sau khi nhà sản xuất yêu thích "phản ứng hoá học" của cô ấy với Jackson và Fawcett trên màn ảnh.
Nhà sản xuất Leonard Goldberg đã có ý tưởng ban đầu từ cách đó ba năm về một bộ phim sẽ là sự kết hợp giữa The Avengers và Honey West, series tồn tại thời gian ngắn trong thập niên 1960, kể về nữ thám tử tư.nhưng nhà đài đã từ chối và cho rằng đó là ý tưởng "tệ hại nhất" từng có. Goff và Roberts ban đầu định đặt tên cho series là The Alley Cats với ba nhân vật nữ (tên là Allison, Lee, và Catherine), sống trong các con hẻm, đeo roi da và dây xích. Jackson đã không chấp nhận tựa đề của phim và bởi vì cô ấy được trao một phần quyền kiểm soát đối với việc phát triển series, cô ấy đã khuyến khích Nhà sản xuất tìm một tựa đề mới cho phim. Cũng là Jackson đã quyết định ba nữ chính sẽ được gọi là "Angels" (Thiên thần) sau khi nhìn thấy bức vẽ của ba thiên thần được treo trong phòng làm việc của Spelling, và bộ phim được biết đến là Harry's Angels. Tựa đề này đã đưa đưa ra, tuy nhiên, nhà đài ABC không muốn xảy ra xung đột với series Harry O, do đó nó đã được đổi tên thành Charlie's Angels.
Theo ý tưởng ban đầu của series, ông trùm của ba cô gái sẽ là một triệu phú người thường xuyên đưa ra các nhiệm vụ cho họ; tuy nhiên, Jackson và Spelling cho rằng sẽ thú vị hơn nếu để nhân dạng của ông trùm là một bí mật. Vì thế, triệu phú Charlie Townsend trở thành một nhân vật không nhìn thấy mặt ở series và chỉ nói chuyện với các Thiên thần thông qua một cái loa Western Electric. John Forsythe, người đảm nhận vai Charlie Townsend, đã thu âm lời thoại của ông ở studio và không bao giờ xuất hiện trên phim trường. Do đó, Forsythe rất hiếm khi gặp các cộng sự nữ của ông. Một vài năm sau, ông đã tình cờ tiếp xúc với Farrah Fawcett ở sân tennis, theo như ông nhớ lại, "Tôi đã sắp rời sân khi cô ấy đến bên tôi và nói rằng, 'Charlie! Cuối cùng tôi đã được gặp Charlie rồi!'". Forsythe được đề nghị vào vai 'Charlie' trong lúc Spelling hoảng loạn gọi điện vào buổi đêm bởi vì sự lựa chọn ban đầu của ông, Gig Young, quá say xỉn đến mức không thể đọc lời thoại. "Tôi thậm chí còn chưa cởi đồ ngủ ra nữa – Tôi chỉ mặc vội áo khoác ngoài và lái xe đến Fox. Khi công việc hoàn thành, Aaron Spelling đã nói, 'Thật hoàn hảo'. Sau đó tôi đã về nhà và leo lên giường nằm".
Spelling và Goldberg quyết định thêm nhân vật David Doyle vào dàn diễn viên trogn vai John Bosley, một nhân viên của Charlie, người thường xuyên hỗ trợ các Thiên thần trong nhiệm vụ của họ. Mặc dù ABC đã xét duyệt tập phim thí điểm, họ vẫn lo ngại rằng làm sao ba người phụ nữ có thể tự chiến đấu với tội phạm. Giám đốc điều hành của đài ABC đã đem David Ogden Stiers vào vai Scott Woodville, người sẽ đóng vai trò là hỗ trợ cấp cao hơn của các Thiên thần và Bosley; nhân vật của ông cũng được miêu tả sẽ là người đầu tiên lập ra kế hoạch , theo phong cách tương tự như Jim Phelps trong Mission: Impossible, một bộ phim truyền hình mà Goff và Roberts đã tham gia viết kịch bản.
Tập phim thí điểm được ra mắt ban đầu vào ngày 21 tháng 3 năm 1976. Câu chuyện tập trung nhiều vào Kelly Garrett (vai diễn dành cho Jackson trước khi cô và Smith đổi vai) cải trang thành một người thừa kế trở về gia đình để tiếp quản trang trại rượu vang của bố cô ấy. Tới cuối tập phim, ba cô gái bị gặp nguy hiểm và Scott cố gắng để cứu họ nhưng thất bại, buộc họ phải tự giải quyết tình huống khó (cùng với sự giúp đỡ của đồng đội ở trong câu chuyện). Giám đốc nhà đài ABC đã tỏ ra hơi thất vọng với dự án ban đầu, cho rằng nó đi theo phong cách camp hơn là một bộ phim nghiêm túc. Sau khi xem xét tập phim thí điểm, Spelling đã kêu gọi Giám đốc nhà đài bỏ nhân vật Scott Woodville ra khỏi series; theo The Charlie's Angels Casebook, khán giả đồng thời cũng có những phản hồi tiêu cực dành cho nhân vật này. Bosley được giữ lại, làm cho bớt ngốc nghếch một chút so với tập phim thí điểm, và được giao cho rất nhiều trọng trách và công việc của nhân vật Woodville. Series chính thức phát sóng dài kì vào Thứ tư, ngày 22 tháng 9 năm 1976 lúc 10:00 tối.
Tập phim thí điểm nhận được rating cao ngất ngưởng. Tuy nhiên, đài ABC đã không tin vào những gì diễn ra và cho chiếu lại tập thí điểm vào một ngày khác để kiểm tra. Rating vẫn cao như vậy, ngay cả khi chiếu lại.

## Tiền đề
Theo ý tưởng ban đầu, Sabrina Duncan, Jill Munroe và Kelly Garrett tốt nghiệp từ Học Viện Cảnh Sát ở Los Angeles, California. Mặc dù đã chứng minh được năng lực của họ trong quá trình huấn luyện và đào tạo, cả ba sau đó đã được phân công làm những nhiệm vụ như nhân viên bãi đậu xe, nhân viên văn phòng, và nhân viên hỗ trợ qua đường... Không hài lòng với công việc của họ, Charlie đã tuyển dụng họ vào làm cho Charles Townsend Agency với công việc là điều tra viên bí mật. Tất cả đều được giải thích trong đoạn giới thiệu mở màn; tuy nhiên cả tập phim thí điểm hay series chính thức đều không bao giờ mô tả "câu chuyện khởi nguồn như thế nào" khi mà những gì chúng ta xem đó là họ đã làm công việc điều tra viên tư nhân được một thời gian.
Ông chủ của họ, Charlie Townsend, người đã gọi họ bằng biệt danh "Thiên thần" (Angels), không bao giờ được nhìn thấy cận mặt, nhưng thường xuyên được nhìn từ phía sau lưng, hầu hết là ở trong công ty cùng với những chân dài xinh đẹp vây quanh. Charlie giao cho các Thiên thần Angels và người cộng sự của ông- John Bosley nhiệm vụ thông qua một cái loa Western Electric; ông ta không bao giờ gặp mặt họ trực tiếp, dẫn tới việc các 'Thiên thần' thường xuyên thắc mắc liệu Charlie có tham gia nhiệm vụ cùng họ hay không.
Ở mùa 2, Kris Munroe tốt nghiệp từ Học Viện Cảnh Sát ở San Francisco đã thay thế vị trí của chị gái cô, Jill, gia nhập bộ ba; ở mùa 4, Tiffany Welles, một cảnh sát khác tốt nghiệp từ Học Viện ở Boston đã thay thế vị trí của Sabrina; và ở mùa 5 cũng là mùa cuối cùng, cô nàng "người mẫu đang trong quá trình học việc để trở thành điều tra viên" Julie Rogers đã thay thế vị trí sau khi Tiffany rút lui, Julie được cấp phép điều tra viên tạm thời.
Charlie's Angels có định dạng của một bộ phim pháp lý, giống như phần lớn các series hình sự cùng thời. Nhiều tập phim đi theo cấu trúc thường thấy khi một hành vi phạm tội được thực hiện, sau đó các Thiên thần được cung cấp chi tiết các vụ án, và sau đó họ sẽ cải trang để phá án. Cảnh cuối cùng quay lại văn phòng Townsend với Charlie đưa ra lời chúc với các cô gái vì hoàn thành tốt nhiệm vụ. Hầu hết các tập có nội dung độc lập và không liên quan đến tập tiếp theo.

## Dàn diễn viên và nhân vật
| Farrah Fawcett            | Jill Munroe                | Chính |       | Khách mời | Khách mời |       |
| Kate Jackson              | Sabrina Duncan             | Chính | Chính | Chính     |           |       |
| Jaclyn Smith              | Kelly Garrett              | Chính | Chính | Chính     | Chính     | Chính |
| Cheryl Ladd               | Kris Munroe                |       | Chính | Chính     | Chính     | Chính |
| Shelley Hack              | Tiffany Welles             |       |       |           | Chính     |       |
| Tanya Roberts             | Julie Rogers               |       |       |           |           | Chính |
| David Doyle               | John Bosley                | Chính | Chính | Chính     | Chính     | Chính |
| John Forsythe (giọng nói) | Charles "Charlie" Townsend | Chính | Chính | Chính     | Chính     | Chính |

Ghi chú: Jaclyn Smith và David Doyle là những diễn viên duy nhất xuất hiện ở tất cả 115 tập phim của series.
John Forsythe không tham gia vào tập phim của mùa 4 có tên "Avenging Angel".

## Thay đổi dàn diễn viên

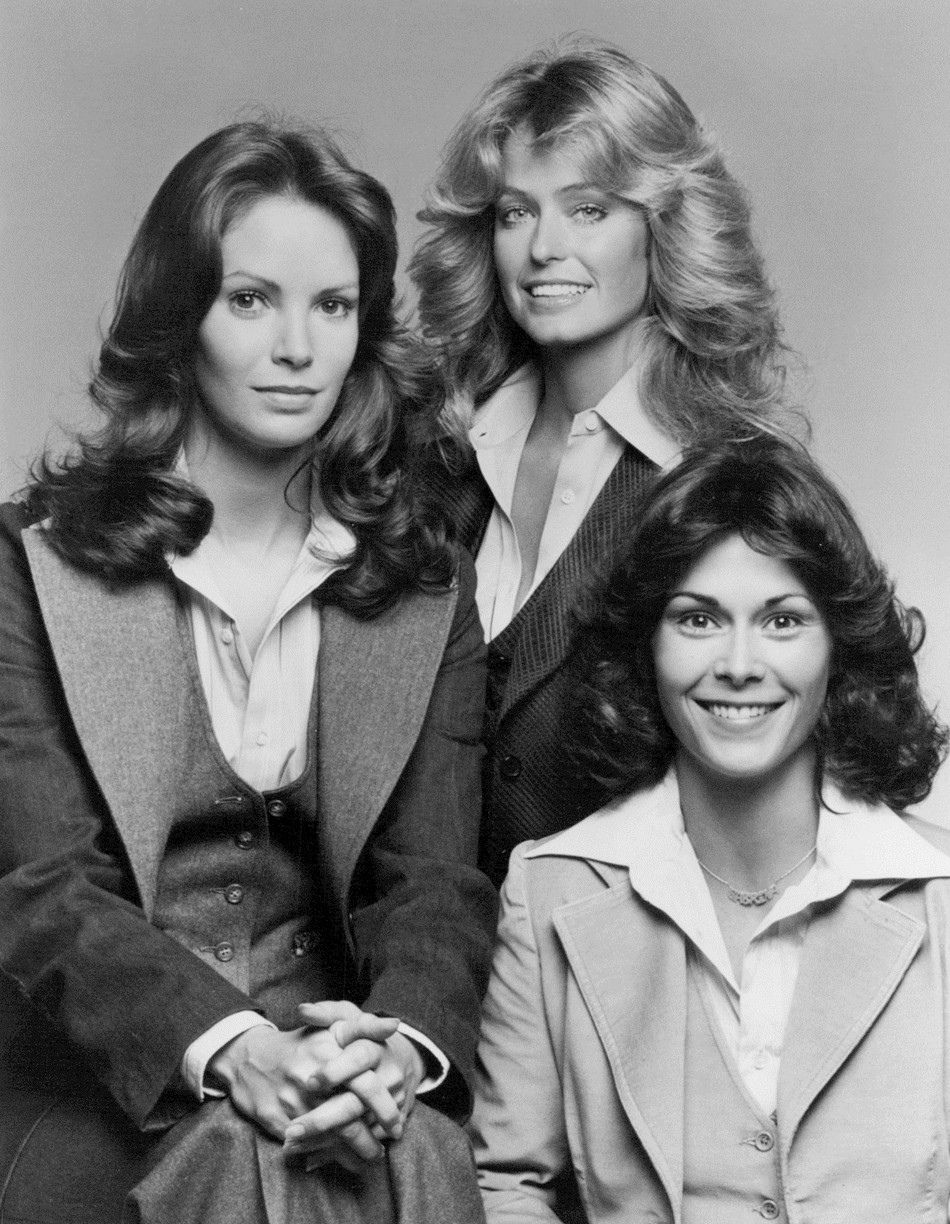
Season one cast (1976-1977): Jaclyn Smith, Farrah Fawcett, and Kate Jackson

Trong suốt chặng đường 5 năm phát sóng, Những Thiên thần của Charlie đã có vô số những lần thay đổi diễn viên. Lần đầu diễn ra vào mùa xuân năm 1977, ngay sau khi kết thúc mùa 1. Fawcett đã rút lui ngay trước đêm phát sóng tập cuối mùa 1 vào ngày 4 tháng 5 năm 1977. Quyết định của Farrah không quay lại mùa 2 đã gây ra vụ kiện tụng giữa cô với đài ABC và Spelling.
Trong quãng thời gian nghỉ ngơi của loạt phim vào mùa hè năm 1977, ABC và Farrah Fawcett đã nổ ra một trận chiến pháp lí về hợp đồng của cô. Vào thời điểm bắt đầu series, cả 3 nữ chính đều đã kí hợp đồng 5 năm, và nhà đài đã khẳng định họ tuân thủ theo các thoả thuận của mình. Bên đối tác là Leonard Goldberg và Aaron Spelling đã cố gắng làm việc để thoả thuận với Fawcett và quản lý của cô. Goldberg và Spelling đồng ý sắp xếp cho cô quay một bộ phim trong thời gian nghỉ mùa hè và được quyền lựa chọn các chương trình truyền hình cũng như miniseries. ABC thậm chí đã đồng ý tăng thù lao cho cô  từ 5,000 đô lên 8,000 đô một tuần, nhưng cô đã từ chối lời đề nghị của họ. Đài ABC miễn cưỡng kết thúc hợp đồng với Farrah khỏi series vào mùa hè năm 1977. Tuy nhiên, cô ấy đã phải kí một hợp đồng khác với ABC, trong đó ghi rõ rằng bởi vì cô đã kết thúc hợp đồng sớm hơn 4 năm nên cô sẽ trở lại series sau đó để làm khách mời trong 6 tập. Fawcett sẽ trở lại làm Jill Munroe trong Những Thiên Thần của Charlie với vai trò khách mời ở 3 tập của mùa 3, và thêm 3 tập của mùa 4.

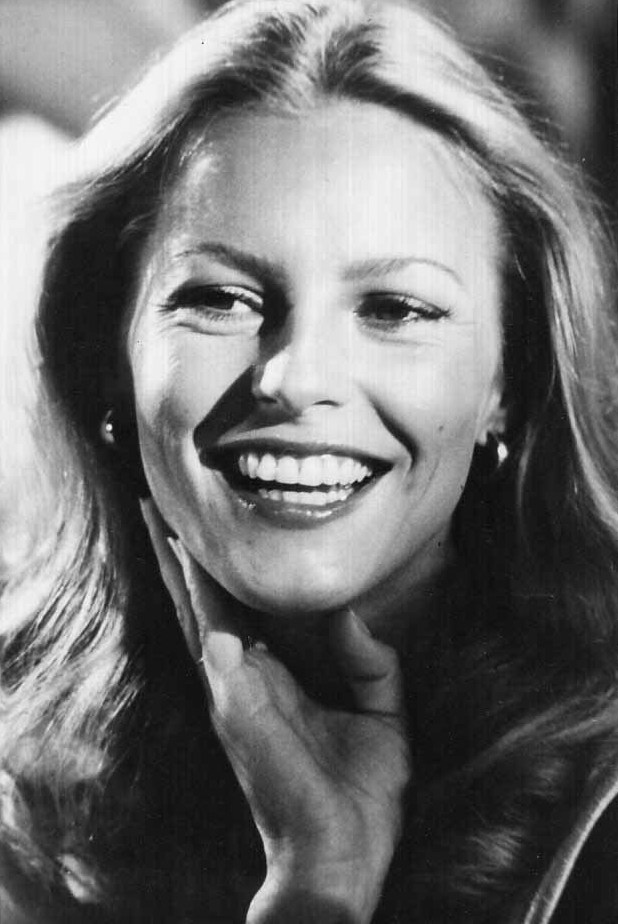
Cheryl Ladd as Kris Munroe

Khi Fawcett rời khỏi loạt phim, ABC bắt đầu tìm kiếm người thay thế cô. Nhà sản xuất cuối cùng cùng tìm thấy cô "ca sĩ lấn sân sang diễn xuất" Cheryl Ladd và đề nghị cô ấy thử vai. Ban đầu, Ladd từ chối cơ hội thử vai, nhưng sau khi nhận được cuộc vận động hành lang từ giám đốc studio, cô ấy đã mủi lòng. Mặc dù nhà sản xuất nhận thấy rằng Ladd chưa có kinh nghiệm, họ thấy được tiềm năng ở phần thể hiện của Ladd và kí hợp đồng 4 năm với cô. Nỗ lực để duy trì sức hút của series nằm ở Farrah Fawcett, nhân vật của Cheryl Ladd đã được thêm vào series với vai em gái của cô - Kris Monroe, nữ cảnh sát tốt nghiệp từ Học Viện ở San Francisco.
Mặc dù nhận được những phản hồi trái chiều lúc mới bắt đầu mùa 2 vào tháng 9 năm 1977, Những Thiên Thần của Charlie chỉ mất đi một ít phần trăm nhỏ khán giả với sự xuất hiện của Ladd, nhưng Kate Jackson đã tin rằng việc thêm Ladd vào đã làm hỏng đáng kể bộ phim. Jackson và Ladd cũng được báo cáo là họ không bao giờ hoà hợp được với nhau.
Rating đã tụt dốc trong mùa 3. Jackson bắt đầu phàn nàn về chất lượng kịch bản đi xuống (một lần cô ấy than thở rằng, "Kịch bản này rất nhẹ cho nên sẽ phải mất một tuần để nó rơi xuống sàn nếu như bạn thả nó từ trần nhà.") và tuyên bố thêm rằng ban đầu loạt phim tập trung vào "tác phẩm trinh thám cổ điển", nhưng giờ nó đã trở thành một "câu chuyện cảnh sát của tuần" nhiều hơn. Trong quá trình quay mùa 3, Kate Jackson đã được mời tham gia vào vai Joanna Kramer trong Kramer vs. Kramer (1979) với Dustin Hoffman nhưng nhà sản xuất của Charlie's Angels từ chối việc sắp xếp lại lịch ghi hình để cho phép Jackson có quãng thời gian nghỉ và quay phim khác (vai diễn Joanna chuyển sang cho Meryl Streep, người đã thắng giải Academy Award cho phần thể của cô ấy). Tức giận bởi tình huống đó và những quan điểm tiêu cực về kịch bản, Jackson trở nên khó giải quyết (bản thân cô đã thừa nhận, "Tôi đoán tôi đã gặp phải một vài vấn đề.") và cô ấy đã rời khỏi series. Trong một tuyên bố, Spelling nói rằng, "Vì những vấn đề trên phim trường, Kate đã bị sa thải vĩnh viễn khỏi phim."
Buổi tuyển chọn thay thế cho Jackson bắt đầu vào mùa hè năm 1979. Một vài nữ diễn viên mới nổi được cân nhắc cho vai diễn, kể cả Barbara Bach, Connie Sellecca, Shari Belafonte, Dian Parkinson - người mẫu của The Price Is Right, và tân binh Michelle Pfeiffer. Nhà sản xuất của đài ABC đã tuyển chọn gương mặt đại diện dòng nước hoa Revlon Charlie là Shelley Hack và chọn cô để thay thế cho Kate Jackson. Trích dẫn lời phát biểu của Phía sản xuất Spelling-Goldberg "Chúng tôi cảm thấy chính xác rằng Shelley Hack có tài năng, phong cách và sự thông minh mà chúng tôi đã tìm kiếm. Nhà sản xuất Spelling thích ý tưởng của tiêu đề "Cô gái của Charlie trở thành mộtCharlie's Angel". Hack tham gia tập mở màn của mùa 4 trong vai Tiffany Welles, một cảnh sát thanh lịch tốt nghiệp từ Boston. Khi chọn lựa Hack, ưu tiên của Spelling cho mùa 4 đó là  "đem lại sự hào nhoáng" trong khi ABC hi vọng rằng tính cách cầu toàn của Hack sẽ đem đến những hấp dẫn và bí ẩn mới cho loạt phim. Tuy nhiên, sau khi rating tăng đột biến, chúng bắt đầu tụt dần, nên để tránh tình trạng giảm rating và lấy lại danh tiếng, ABC đã chấm dứt hợp đồng với vào tháng 2 năm 1980. Trong cuộc phỏng vấn với People, Hack đã nói rằng, "Họ có thể nói tôi đã không đem lại hiệu quả, nhưng đó không phải là sự thật. Cái đang xảy ra là cuộc chiến giữa các nhà đài. Một quyết định thương mại đã được đưa ra. Thay đổi khung giờ hoặc thu hút đám đông mới. Làm thế nào để thu hút đám đông mới? Cần một cuộc đi săn Thiên thần mới. Ai là người hiển nhiên cần phải thay thế? Là tôi, một lính mới chân ướt chân ráo."
Một cuộc tuyển chọn đã được mở ra để tìm người thay thế cho Shelley Hack. Sau những tin đồn không chính xác, Spelling và ABC đã chọn người mẫu và là cựu huấn luyện viên khiêu vũ Tanya Roberts, đánh bại Jayne Kennedy, Susie Coelho, và đã có một số hoài nghi về việc Roberts "vượt qua 2,000 ứng viên cho vai Thiên thần". Roberts gia nhập tập mở màn của mùa 5 trong vai Julie Rogers, một chiến binh đường phố và là người mẫu đến từ New York, nhưng rating tập mở màn hết sức nhỏ giọt. Hình ảnh của cô được lên trang bìa tạp chí People và được giới thiệu xung quanh loạt bài. Bài báo có tựa đề "Có phải sự khiêu khích đang tăng lên?", đặt ra câu hỏi liệu Roberts có thể cứu Những Thiên thần của Charlie khỏi việc bị dừng chiếu. Giám đốc điều hành Brett Garwood tuyên bố, "Chúng tôi hi vọng sẽ duy trì được loạt phim trong năm tới, nhưng không có gì là chắc chắn cả."
Trong khoảng thời gian giữa tháng 11 năm 1980 và tháng 6 năm 1981, loạt phim được chiếu ở ba khung giờ khác nhau và rating còn tụt dốc sâu hơn nữa. Cuối cùng ABC đã huỷ series vào mùa xuân năm 1981.

## Đón nhận

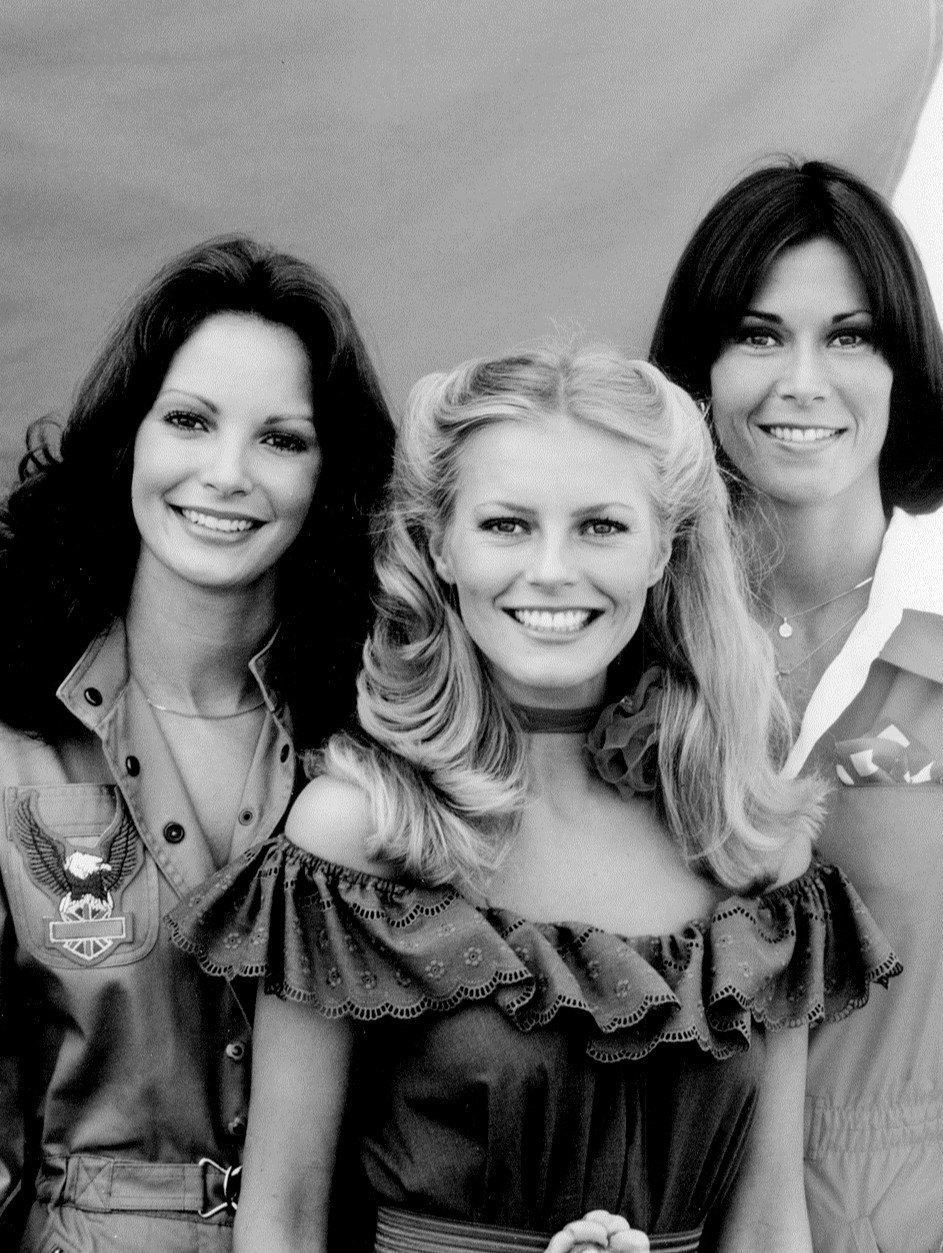
Cast for seasons 2–3 (left to right): Jaclyn Smith, Cheryl Ladd, and Kate Jackson

### Đón nhận của giới phê bình
Những Thiên thần của Charlie được biết đến như là một "Jiggle TV". Jiggle TV còn được gọi là "Truyền hình Tits & Ass " hay gọi tắt là "T&A" và trong thập niên 70 hàng tá chương trình truyền hình liên quan đến giới tính đã bùng nổ, kèm theo nó là rating. Giới phê bình cho rằng những chương trình truyền hình này chẳng có nội dung hay chất xám nào cả. Những đặc điểm này xuất phát từ việc các nhân vật nữ chính thường xuyên ăn mặc khêu gợi để thực hiện lớp nguỵ trang của họ (bao gồm có cô gái trượt patin, thí sinh thi hoa hậu, người giúp việc, nữ từ nhân, hoặc chỉ đơn giản là mặc bikini mà thôi), và tin rằng quần áo của họ mới là thứ thu hút người xem. "Jiggle TV" được coi là thứ giải trí rác rưởi và thô tục. Farrah Fawcett đã từng nhận định về thành công của TV Shows là do thực tế:" Khi chương trình đứng thứ 3, tôi đã tưởng rằng là nhờ diễn xuất của chúng tôi. Khi nó leo lên vị trí số 1, tôi khẳng định rằng chỉ có thể là vì không ai trong chúng tôi mặc áo ngực." Trái ngược về quan điểm, ở trong TV Tales, Cheryl Ladd đã nói, "Tôi chỉ nói theo quan điểm cá nhân, tôi có mặc áo ngực," Shelley Hack tuyên bố rằng, "Tôi không có khiêu gợi nhiều lắm, cho nên tôi chẳng có gì để lo cả," còn Jaclyn Smith thì nói, "Jiggle TV. Tôi nghĩ nó thật nực cười."
Suy nghĩ về bộ phim do phụ nữ nắm quyền vào thập niên 1970, Jaclyn Smith, 'Thiên thần' duy nhất tham gia cả 5 mùa, đã phát biểu về việc làm thế nào Charlie's Angels thay đổi cuộc đời cô ấy – và khán giả truyền hình khắp nước mĩ. Smith nói rằng, "Đó là một bước đột phá. Nó là câu chuyện về ba người phụ nữ độc lập về tình cảm và tài chính. Chúng tôi đã ghi hình ở những địa điểm đẹp bằng những chiếc quái xế ấn tượng, và chúng tôi quan tâm lẫn nhau, đó là trọng tâm của chương trình. Giới phê bình nói rằng chúng tôi đã bị bóc lột về tình dục, nhưng đó là một suy nghĩ thiển cận. Chúng tôi đã mặc đồ tắm trên bãi biển, và nếu như đó là dấu hiệu của một cảnh tình cảm thì nó rất thích hợp. Tôi nghĩ nhà sản xuất đã rất thông minh. Họ muốn đem những khán giả trẻ tuổi và gia đình lại gần nhau hơn." Smith nói thêm, "Mỗi một nhân vật của chúng tôi có cá tính độc đáo riêng, nhưng lại rất gắn kết nhau trong chương trình - nó đã thành công. Chúng tôi đã trở thành những người bạn tốt và điều đó thể hiện trên màn ảnh."
Cheryl Ladd tin rằng series đã "truyền cảm hứng" cho phái nữ mặc dù bị giới phê bình gọi là "jiggle show". Cô ấy nhấn mạnh, "chưa từng có một chương trình nào thế này lên sóng [với] ba người phụ nữ quyền lực sỡ hữu những kiểu tóc thời thượng, mặc những bộ đồ cực chất và đi lại xung quanh với bikini như vậy. Chúng tôi đã truyền rất nhiều cảm hứng cho các phụ nữ trẻ. Các cô gái trẻ đã viết thư cho chúng tôi và nói rằng, 'Em muốn được như các chị. Em muốn trở thành cảnh sát khi lớn lên và nắm bắt cơ hội trở thành thứ gì đó khác ngoài việc chấp nhận làm giáo viên trường học hoặc thư kí'." Liên quan đến việc series bị gọi là "Jiggle TV", Ladd trả lời rằng, "Nó khiến tôi bật cười, tôi chưa từng không mặc áo ngực bao giờ cả, và tôi đã làm mẹ và có một đứa con gái 2 tuổi. Các "Thiên Thần" chính là những Nữ hướng đạo trưởng thành. Chúng tôi chưa bao giờ ngủ với ai cả; khoảnh khắc "Aaron Spelling" đáng nhớ nhất là vật nhau tay đôi với con cá xấu. Với phong trào nữ quyền, chúng tôi chính là Faun (Sinh vật nửa người nửa dê trong Thần thoại Hy Lạp."
Shelley Hack nói rằng, "Tất nhiên đó là một thất bại, nhưng đó là một thất bại đáng ghi nhận. Bạn sẽ không thể so sánh Agatha Christie với Tolstoy." Thêm vào đó, nhắc đến quảng cáo cho Revlon Charlie và Charlie's Angels, cô ấy trả lời trên The Oprah Winfrey Show, "Tôi đã rất may mắn. Có hai điều tôi đã làm được để khiến cho phụ nữ cảm thấy bản thân mình quyền lực hơn.
Kate Jackson thừa nhận rằng cô ấy tin là mùa đầu tiên của Charlie's Angels chính là điều kì diệu của truyền hình, và nó chính là niềm vui lớn nhất với cô, Smith, và Fawcett. Jackson nói, "Khi bạn nghĩ về Những Thiên thần của Charlie, bạn sẽ nghĩ đến ba con người cụ thể." Jackson nói thêm, "Tôi không biết sự kết nối giữa ba chúng tôi đó là gì, nhưng nó tồn tại ở đó, và nó là thứ gì đó vô cùng đặc biệt. Tôi nghĩ đó là lí do bộ phim thành công."
Tạp chí Time đã gọi Charlie's Angels là "một tác phẩm nghệ thuật hài hước, một làn sóng thương mại thành công ở đỉnh cao của giai đoạn."
Camille Paglia, một nhà phê bình xã hội và học thuật người Mỹ, đã nói rằng Charlie's Angels là một "cuộc phiêu lưu sôi nổi của những người phụ nữ thông minh, táo bạo phối hợp với nhau để đem lại sự hợp tác hiệu quả".

### Đón nhận của công chúng
Những Thiên thần của Charlie đã chứng tỏ được thành công vang dội trong mùa phim năm 1976–77 khi đứng đầu trong năm khung giờ, Thứ tư lúc 10:00 tối, theo sau Baretta. Ít nhận phải sự cạnh tranh từ CBS và NBC, Những Thiên thần của Charlie về đích ở vị trí thứ năm trong Nielsen ratings vào mùa xuân năm 1977 với rating trung bình 26.0. Ba nữ diễn viên chính đột nhiên bước lên hàng ngũ ngôi sao, với Kate Jackson sau đó đã nhận xét rằng vài tháng đầu tiên giống như là ở trong tâm bão. Farrah Fawcett trở nên vô cùng nổi tiếng và là một hiện tượng. Tuy nhiên, những chuyện phía sau hậu trường không mấy vui vẻ lắm. Việc ghi hình nhiều giờ trên phim trường, cộng với vô số cuộc gọi hẹn chụp hình, thử đồ, phỏng vấn đã làm bộ ba kiệt sức. Jackson cảm thấy đặc biệt không vui khi chất lượng kịch bản đi xuống và định dạng của phim bây giờ giống như "câu chuyện cảnh sát của tuần" hơn là bộ phim trinh thám nguỵ trang cổ điển, điều vốn được thể hiện ở tập pilot film.
Sang đến mùa 2, bộ phim chuyển lên khung giờ 9:00 tối thứ Tư và cố định trong vòng 3 năm. Suốt khoảng thời gian đó, series phải cạnh tranh với những show nổi tiếng như One Day at a Time, The Jeffersons, and Diff'rent Strokes. Cuộc chuyển giao từ Fawcett sang Cheryl Ladd ở mùa thứ 2 chứng tỏ sự phổ biến đối với khán giả. Trong khi lượng người xem giảm nhẹ ở mùa 2, nó vẫn nằm trong top 5 ở mùa phim năm 1977–78, đạt được vị trí thứ 4 trên bảng xếp hạng, ngang bằng với 60 Minutes và All in the Family. Ở mùa 3, lượng người xem vẫn ổn định, tuy nhiên series bắt đầu mất đi sức hút khi nó đứng ở vị trí thứ 12 sau những tân binh như Mork & Mindy, The Ropers, và Taxi trong mùa phim năm 1978–79. Với việc Jackson rút lui và Shelley Hack tham gia dàn diễn viên, mùa thứ 4 của series còn tụt dốc hơn khi nó xếp thứ 17 trong mùa phim năm 1979–80. 
Mùa 5 chứng kiến sự thay đổi cuối cùng với Tanya Roberts. Mùa 5 gặp trục trặc với Cuộc đình công năm 1980 của Hội diễn viên, dẫn tới mở màn muộn hơn. Thêm vào đó, series liên tục bị xáo trộn bởi ba khung giờ khác nhau: Chủ nhật lúc 8:00 tối, Thứ bảy lúc 8:00 tối, và cuối cùng là thứ tư lúc 8:00 tối. Mặc dù ít nhận được sự cạnh tranh từ các đối thủ ở các khung giờ này, Charlie's Angels về vị trí 59 trong 65 show của mùa 1980–81. ABC do đó đã huỷ bỏ loạt phim sau 5 mùa và 110 tập. 

### Nielsen ratings / Lịch sử phát sóng
Tập phim thí điểm Charlie's Angels dài 74 phút phát sóng vào 21 tháng 3 năm 1976, nhận được rating cao ngất ngưởng. Tuy nhiên, nhà đài ABC, những người đã tin rằng đây là "ý tưởng tồi tệ nhất", không tin vào lượt xem mà mình chứng kiến và đã cho phát lại vào tuần sau để kiểm chứng. Vào thời điểm Spelling trình bày ý tưởng của "Charlie's Angels" với nhà đài, giám đốc điều hành ABC Michael Eisner đã bảo với Spelling rằng ý tưởng của ông ta là "một trong những ý tưởng tệ hại nhất tôi từng nghe," và quản lý của ABC Barry Diller đã khẳng định rằng sẽ không ai xem nó. Mặc dù đài ABC không tin vào dự án, buổi phát lại vẫn đạt được lượt xem cao như lúc đầu. 

## Tổng quan về các mùa phát sóng
| Mùa | Mùa   | Số tập | Số tập | Phát sóng gốc        | Phát sóng gốc       | Rank | Rating |
| Mùa | Mùa   | Số tập | Số tập | Phát sóng lần đầu    | Phát sóng lần cuối  | Rank | Rating |
| --- | ----- | ------ | ------ | -------------------- | ------------------- | ---- | ------ |
|     | Pilot | 1      | 1      | 21 tháng 3 năm 1976  | 21 tháng 3 năm 1976 | 6    | 25.8   |
|     | 1     | 22     | 22     | 22 tháng 9 năm 1976  | 4 tháng 5 năm 1977  | 5    | 25.8   |
|     | 2     | 26     | 26     | 14 tháng 9 năm 1977  | 10 tháng 5 năm 1978 | 4    | 24.4   |
|     | 3     | 24     | 24     | 13 tháng 9 năm 1978  | 16 tháng 5 năm 1979 | 12   | 24.4   |
|     | 4     | 26     | 26     | 12 tháng 9 năm 1979  | 7 tháng 5 năm 1980  | 20   | 20.9   |
|     | 5     | 17     | 17     | 30 tháng 11 năm 1980 | 24 tháng 6 năm 1981 | 59   | —      |

## Các ngôi sao khách mời đáng chú ý
Những Thiên thần của Charlie đã có sự góp mặt của vô số người nổi tiếng trong suốt 5 mùa phim. Một vài trong số họ là những ngôi sao lâu năm của lĩnh vực phim ảnh và truyền hình; những người khác đạt được thành công sau nhiều năm kể từ khi xuất hiện ở series. Các ngôi sao nổi tiếng xuất hiện (bất kể trước hay sau) bao gồm: 
- Jack Albertson
- Richard Anderson
- René Auberjonois
- Nina Axelrod
- Jim Backus
- G.W. Bailey
- Richard Bakalyan (ba lần)
- Gene Barry (hai lần)
- Kim Basinger
- Ed Begley, Jr.
- Michael Bell
- Dirk Benedict (hai lần)
- Barbi Benton
- Lloyd Bochner
- Sonny Bono
- Barry Bostwick
- Peter Brown
- Dr. Joyce Brothers
- Edd Byrnes
- Michael Callan
- Joanna Cassidy
- Kim Cattrall
- Dennis Cole (ba lần)
- John Colicos
- Gary Collins (hai lần)
- Stephen Collins
- Bert Convy
- Pat Cooper
- Nicolas Coster
- Scatman Crothers
- Patricia Crowley (hai lần)
- Jamie Lee Curtis
- Brian Cutler
- Timothy Dalton
- Patti D'Arbanville
- James Darren
- Robert Davi
- Sammy Davis, Jr.
- Bradford Dillman
- Robert Donner
- Howard Duff
- Patrick Duffy
- Andrew Duggan
- Robert Englund
- Antonio Fargas
- Alan Feinstein (hai lần)
- Norman Fell
- Joe Flynn
- Rosemary Forsyth
- Jonathan Frakes
- Anne Francis (hai lần)
- Slim Gaillard
- James Gammon (hai lần)
- Ellen Geer
- Christopher George
- Frank Gorshin
- Fred Grandy
- Dan Haggerty
- David Hedison (hai lần)
- Don Ho
- Bo Hopkins (hai lần)
- Tab Hunter
- Joyce Jameson
- L.Q. Jones (bốn lần)
- Tommy Lee Jones
- Louis Jourdan
- Elaine Joyce
- Casey Kasem
- Roz Kelly (hai lần)
- Sally Kirkland (hai lần)
- Bernie Kopell
- Martin Kove
- Fernando Lamas
- Audrey Landers
- Judy Landers (hai lần)
- Ted Lange
- Christopher Lee
- Joanne Linville
- Gary Lockwood
- Robert Loggia (hai lần)
- Ida Lupino
- Richard Lynch
- Carol Lynley
- Gavin MacLeod
- Randolph Mantooth
- Dean Martin
- Brad Maule
- Amanda McBroom
- Mercedes McCambridge
- Sandy McPeak
- Eve McVeagh
- Denny Miller
- Ray Milland
- Vic Morrow (hai lần)
- Richard Mulligan
- Craig T. Nelson
- France Nguyen
- Simon Oakland
- Dan O'Herlihy
- Gerald S. O'Loughlin
- Janis Paige
- Stacy Peralta
- Joanna Pettet
- Jo Ann Pflug
- Sarah Purcell
- Robert Pine (hai lần)
- Dack Rambo
- Anne Ramsey
- Robert Reed
- Bert Remsen (hai lần)
- Peter Mark Richman
- Richard Romanus
- Cesar Romero
- Marion Ross
- Dick Sargent (ba lần)
- Bob Seagren
- Tom Selleck
- Doug Sheehan
- Stephen Shortridge
- James Sikking (hai lần)
- Phil Silvers
- Louise Sorel
- Barbara Stanwyck
- Tisha Sterling
- David Ogden Stiers
- Christopher Stone
- Harold J. Stone
- Lauren Tewes (twice)
- Robert Urich
- Lyle Waggoner
- Mary Woronov
- Nicholas Worth
- Jane Wyman